# Großdöllner See
Der Großdöllner See, auch Großer Döllnsee, älter auch Großer Dölln-See ist ein natürlicher See in der Schorfheide im nördlichen Brandenburg. Der See liegt auf dem Gebiet des Ortsteils Groß Dölln (Stadt Templin, Landkreis Uckermark). Er ist Teil des Naturschutzgebietes Bollwinwiesen/Großer Gollinsee und liegt damit im Biosphärenreservat Schorfheide-Chorin.

## Geographische Lage und Hydrographie
Der See liegt ungefähr fünf Kilometer östlich von Groß Dölln, aber auf der Gemarkung des Ortes Bebersee. Bebersee wurde 1960 zunächst nach Groß Dölln eingemeindet, seit der Eingliederung von Groß Dölln im Jahre 2003 in die Stadt Templin ist Bebersee ein Gemeindeteil von Groß Dölln. 
Der See ist 123 ha groß, sehr lang gestreckt und stark gegliedert. Sein Wasserspiegel liegt bei 57,6 m ü. NHN. Von Nordosten tritt das Döllnfließ in den See ein und verlässt ihn am Südwestende wieder. Das Döllnfließ mündet in die Havel. Der See ist stabil geschichtet, der Trophie-Index wird vom Gewässerkataster mit 2,5 angegeben, das ist der Grenzbereich von mesotroph zu eutroph.

## Geschichte
Der See wird bereits 1490 in einer Lagebezeichnung (bis auf den dollen) erwähnt. 1514 in einer weiteren Lagebezeichnung heißt es: am grossen Dellen, und 1590 am großen Dellen. Das Urmesstischblatt von 1826 verzeichnet ihn als Gr. Doelln See. Der Name ist von einer aplb. Grundform *Dol'n- zu *dol = Tal, Grube, Vertiefung abzuleiten. Er bezeichnet damit meist Gewässer in Niederungen. Die Schreibweisen mit e oder auch ö sind als Eindeutschungen, zu mnd. delle, dölle, flache, kleinere Bodensenkung im Gelände zu interpretieren. Der See gehörte im Mittelalter vermutlich zum Kloster Zehdenick, denn 1560 erhielt der Teichgräber von Groß Schönebeck vom Klosteramt Zehdenick 12 Scheffel Roggen für die Instandhaltung „vom Dellensche Teiche“. Was damit gemeint war, ist allerdings unsicher. Das Areal kam später zum Amt Zehdenick. 
Nur etwa 100 m vom Südufer des nordöstlichsten Zipfel des Großdöllner Sees entfernt lag Carinhall, das repräsentative Anwesen von Reichsmarschall Hermann Göring, das in den letzten Kriegstagen gesprengt wurde. Bis auf geringe Mauerreste hat sich oberirdisch nichts von dieser Anlage erhalten.

## Online
- Brigitte Nixdorf, Mike Hemm, Anja Hoffmann, Peggy Richter: Umweltforschungsplan des Bundesministeriums für Umwelt, Naturschutz und Reaktorsicherheit. Abschlussbericht. F&E Vorhaben FKZ 299 24 274: Dokumentation von Zustand und Entwicklung der wichtigsten Seen Deutschlands. Teil 5. Brandenburg. Brandenburgische Technische Universität Cottbus, Lehrstuhl Gewässerschutz PDF